# Torrijo de la Cañada
Torrijo de la Cañada (aragónul Turrillo) község Spanyolországban,  Zaragoza tartományban. Torrijo de la Cañada Deza, Bijuesca, Clarés de Ribota, Villarroya de la Sierra, Villalengua és Cihuela községekkel határos. Lakosainak száma 193 fő (2024).

## Népesség
A település népessége az utóbbi években az alábbiak szerint változott:
| Lakosok száma | 366  | 337  | 314  | 285  | 281  | 251  | 210  | 199  | 201  | 193  |
|               | 2001 | 2004 | 2007 | 2009 | 2012 | 2014 | 2017 | 2019 | 2022 | 2024 |